# Splitski crkveni sabori
Splitski crkveni sabori, skupni naziv za više crkvenih sabora koji su se održali u Splitu u ranom srednjem vijeku, a čiji su zaključci imali značaj za prostor čitave ondašnje hrvatske države.
U ovom kontekstu, osobito su važna dva sabora održana u 10. stoljeću, a sazvana u doba pape Ivana X.

## Prvi crkveni sabor iz 925.
Prvi crkveni sabor sazvao je papa Ivan X., a održan je u Splitu 925. godine. Glavna zadaća tog sabora bila je rješavanje pitanja crkvene jurisdikcije (pravosuđa) na području Hrvatske i Dalmacije te iskorjenjivanje "Metodijeve nauke", odnosno slavenskog jezika u liturgiji i glagoljice.
Uoči održavanja sabora, papa je poslao dva legata; ankonskog biskupa Ivana i palestrinskog biskupa Leona koji su uručili dva pisma. Jedno slavenskim vladarima, a drugo splitskom nadbiskupu i ostalim dalmatinskim biskupima. Na saboru su bili prisutni svi dalmatinski biskupi: splitski Ivan, zadarski Formin te rapski, krčki, osorski, dubrovački, kotorski, ninski i stonski biskupi.
Na saboru je odlučeno da će celibat biti obvezan te je zabranjeno nošenje brade i bogoslužje na narodnom jeziku. Nazočio je i hrvatski kralj Tomislav († o.928.) i zahumski knez Mihajlo Višević, hrvatsko plemstvo, te srpsko plemstvo (vjerojatno se radilo o prognanom raškom knezu Zahariji i njemu odanim plemićima), raspravljalo se o raznim crkveno-organizacijskim i disciplinskim pitanjima te je doneseno petnaest zaključaka. Najvažnije je bilo pitanje sjedišta nove crkvene pokrajine za Dalmaciju i Hrvatsku. Na metropolitansku čast pretendirali su splitski nadbiskup Ivan, kao nasljednik salonitanske Crkve koju je osnovao još navodni učenik apostola Petra sv. Dujam, zadarski biskup Formin i ninski biskup Grgur Ninski. Odlukom sabora (točka 1.), odlučeno je da će metropolitansku vlast zadobiti ona crkva i grad, gdje počivaju svete kosti blaženoga Dujma, dakle Split.
Nadalje, točkama 2., 3., 8. i 9. dogovoreno je pitanje granica među pojedinim biskupijama, a točkama 4. i 5. regulirani su crkveni posjedi. Što se tiče svećenstva, točkom 14. definira se neraskidivost kršćanske ženidbe i školovanja svećeničkog podmlatka, dok se točkom 15. regulira pitanje svećeničke ženidbe. Kazne u slučaju teških zločina kao što su ubojstvo gospodara, svećenika ili vladara sadržane su u točkama 6., 7. i 13. Točkom 11. posebno se naglašava da je od sada i ninski biskup sufragan splitskog metropolite. Donesena je i odluka uperena protiv glagoljaškog svećenstva kojom se zabranjivalo zaređivanje i promicanje u više redove onima koji nisu znali latinski (točka 10.).
Pošto u spisima s ovoga sabora nije kao jedan od navedenih sudionika bio spomenut bizantski strateg Dalmacije, te pošto je navedeno da je Grguru bila ponuđena Sisačka biskupija, povjesničari to smatraju dokazom da je Tomislav vladao dalmatinskim gradovima i područjem nekadašnje Panonske Hrvatske, odnosno savsko-dravskim međuriječjem.

## Drugi crkveni sabor iz 928.
Budući da se Grgur Ninski žalio papi na odluku splitskog sabora, papa je naredio sazivanje drugog crkvenog sabora koji bi razriješio sporna pitanja. Drugi je sabor održan 928. godine, također u Splitu pod predsjedanjem papina legata, biskupa Madalberta. Na tom saboru je potvrđen prvobitni zaključak o primatu splitskog nadbiskupa kao metropolite, a donesena je i odluka o ukidanju ninske biskupije, jer nije imala antičku tradiciju. Grguru je u zamjenu ponuđen izbor jedne od tri slobodne biskupije, da bi kasnije po nalogu pape Lava VI. preuzeo skradinsku. Splitskom nadbiskupu dano je pravo na župe i na teritoriju Hrvatske, a svi biskupi su ujedno strogo prekoreni zbog posezanja za tuđim područjima i svima se nalaže poslušnost splitskom nadbiskupu.

## Drugi važniji crkveni sabori u Splitu

### Splitski crkveni sabor iz 1060. godine
Godine 1054. dogodio se definitivni rascijep jedinstvene kršćanske Crkve na zapadnu (rimokatolička) i istočnu (pravoslavna). Kao odgovor na taj krupan događaj, novi je papa Nikola II. (1059. – 1061.) pregnuo da se u zapadnoj Crkvi provedu reforme koje su trebale učvrstiti i stabilizirati Crkvu i njenu organizaciju. S tim u vezi održan je 1059. godine Lateranski sabor u Rimu čiji su se zaključci odnosili na izbor pape, papinski imetak, na strogu zabranu svećenicima da budu oženjeni, na crkvenu desetinu i protiv simonije.
Crkveni sabor u Splitu sazvao je na papin zahtjev, papinski legat Majnard. Na tom saboru sudjelovali su, uz splitskog nadbiskupa Ivana i biskupi Drago rapski, Juraj krčki, Lovro osorski, Andrija zadarski, Rainer ninski, Ivan trogirski, kao i opati svih dalmatinskih samostana. Poslije rasprave, sabor je donio većinom iste zaključke kao i lateranski, samo prilagođene uvjetima i prilikama u Hrvatskoj i Dalmaciji. Zaključke je iste godine potvrdio papa Nikola II., a nakon što je on odmah poslije toga umro, potvrdio ih je i njegov nasljednik Aleksandar II. (1061. – 1073.).
Splitski crkveni sabor iz 1060. godine nije ukinuo slavensku službu Božju niti uporabu glagoljice, ali je naredio da svećenici moraju znati i latinski jezik u govoru i pismu. Nakon što je lateranski sabor 1061. godine prihvatio zaključke splitskog crkvenog sabora, razvio se otpor kod hrvatskog klera na području kvarnerskih otoka, na čelu kojeg je stao neki svećenik Vulfo (Ulfus), pristaša protupape Honorija II. (1061. – 1064.), kojega je izabrala protureformna stranka. Poslije smrti protupape Honorije II., 1064. godine, papa Aleksandar II. poslao je u Hrvatsku i Dalmaciju legata Ivana koji je, uz pomoć kralja Petra Krešimira IV. (1058. – 1074.) uhvatio i utamničio Vulfa, čime je skršen protureformistički pokret na istočnoj obali Jadrana.

### Splitski crkveni sabor iz 1074. godine
Papinski legat Gerard sazvao je crkveni sabor u Splitu u studenom 1074. godine. Zaključci ovog sabora nisu sačuvani, ali poznato je da su potvrđeni sinodalni zaključci prethodnog sabora iz 1060. godine, koji su se odnosili na svećeničku ženidbu i simoniju. Raspravljalo se i o unutrašnjem uređenju hrvatsko-dalmatinske crkve pa je obnovljena ninska biskupija koja je bila ukinuta 928. godine.

### Splitski crkveni sabor iz 1185. godine
Za razliku od prethodnih crkvenih sabora, na ovome nije bilo svjetovnih velikodostojnika, već samo crkvenih. Opći crkveni sabor sazvao je nadbiskup Petar Ugrin 1185. godine, u vrijeme pape Lucija III. (1181. – 1185.). Na saboru su bili prisutni kninski biskup Flasko, trogirski Mihovil, skradinski Mihovil, ninski Matej, senjski Mirej, krbavski Matej, hvarski Miha te brojni opati i drugi svećenici.
Na saboru koji je počeo s radom 1. svibnja određene su granice pojedinih biskupija, dogovoreno je da se od dijela splitske dijaceze oduzme jedan dio na sjeveru i oformi krbavska biskupija kao sufraganska splitskoj nadbiskupiji. Zaključeno je i da se vjernici ne smiju udruživati u bratovštine, potvrđeno je da se svećenici ne smiju ženiti, utvrđena su crkvena prava i još jednom osuđena simonija.